# Янез Дърновшек
Янез Дърновшек (на словенски: Janez Drnovšek) е виден политик на Словения (президент, премиер, партиен лидер) и на Югославия (държавен глава).
Бил е член и председател (ротационен) на Председателството (колективния държавен глава) на СФР Югославия (1989 – 1990), министър-председател на Словения (1992 – 2002) и президент на Словения (2002 – 2007).

## Ранни години
Дърновшек е роден в град Целе, израства в село Кисовец в община Загоре об Сави, където баща му Виктор е началник в местния рудник, а майка му Силва е домакиня.
Младият Дърновшек завършва Люблянския университет с образователна степен по икономика през 1973 г. Междувременно работи като стажант в банка. Става финансист в строителната компания SGP Beton Zagorje през 1975 г. Работи година като икономически съветник в посолството на Югославия в Кайро.
Получава магистърска степен през 1981 г., защитава дисертация на тема „Международният валутен фонд и Югославия“ във Факултета по икономика и бизнес в Мариборския университет през 1986 г. Става ръководител на клона на Люблянската банка в Тръбволе през 1982 г.

## В политиката
Избран е за делегат в Събранието на Словения и в Камарата на републиките и краевете на Скупщината на Югославия през 1986 г. Лидер е на партията Либерална демокрация на Словения от 1992 до 2003 г.

### Председател на СФРЮ
През 1989 г. се оттегля словенският представител Стане Доланц в колективното президентство на Югославия. За първи път в Словения за поста са проведени избори между 2 кандидати. Дърновшек, до тогава неизвестен в обществото, побеждава Марко Булц, кайто бил предпочитания кандидат на управляващия Съюз на комунистите в Словения. Ето защо парламентът на Словения потвърждва резултата от изборите, за да спази Конститутцията на СФРЮ. Дърновшек служи като председател на колективното президентство в периода 15 май 1989 – 15 май 1990 г. Остава член на Председателството на СФРЮ до октомври 1991 г.
До падането на комунистическия режим Дърновшек е деен член на Компартията. След демократичните промени в Словения страната се отцепва от Югославия. След Десетдневната война Дърновшек използва позицията си в колективното президентство, за да посредничи при подписването на Брионското споразумение и да преговаря за мирното изтегляне на югославската армия от Словения.

### Премиер на Словения
През 1992 г., след правителствена криза в коалицията на Демократичната опозиция на Словения, която печели първите демократични избори в Словения през 1990 г. и довежда до независимостта на страната, Дърновшек става вторият министър-председател на независима Словения. Той е избран като компромисен кандидат и експерт по икономическа политика.
Неговото двупартийно правителство е подкрепяно от левицата, от центристкото крило на разпуснатата коалиция на Демократичната опозиция на Словения и от три партии, наследили организации на бившия комунистически режим. Скоро след това, Дърновшек е избран за председател на партията Либерална демокрация на Словения, която е законен наследник на Асоциацията на социалистическата младеж на Словения – младежкото крило на комунистическата партия.
През 1992 г. партията на Дърновшек печели парламентарните избори, но поради голямото раздробяване на народния вот се налага да се съюзи с други партии, за да състави стабилно правителство. Въпреки политически бурния си мандат партията печели повечето гласове през 1996 г. и остава най-многобройната партия в правителството. Въпреки това Дърновшек успява да си осигури трети мандат, след като не успява да се съюзи със Словенската национална партия. През 1997 г. Либерална демокрация на Словения образува коалиционно правителство с популистката Словенска народна партия, което позволява на Дърновшек да служи трети мандат.
Той оглавява правителството до май 2000 г., когато се оттегля поради разногласия със Словенската народна партия. След по-малко от 6 месеца в опозиция Дърновшек се завръща във властта през есента на 2000 г., след като партията му пожънва чиста победа на парламентарните избори.
Правителствата на Дърновшек направляват политическото и икономическото възстановяване на Словения. Той успешно се справя с двойната задача за преориентиране на търговията на Словения от останките на старата Югославия към Запада и за замяна на неефективния бизнес модел от социализма с по-пазарни механизми. За разлика от останалите 5 бивши югославски републики, които се управляват от авторитарна президенти през по-голямата част от 1990-те години, Словения при Дърновшек бързо се изправя от разпадането на федерацията като функционираща представителна демокрация. Политическата стратегия на Дръновшек е съсредоточена върху широките коалиции, надхвърлящи идеологическите и програмните разделения между партиите.
За разлика от редица други бивши социалистически страни в Източна Европа икономическата и социалната трансформация в Словения, водена от правителствата на Дърновшек, следва градуалистичен подход. Дърновшек е твърд привърженик на влизането на Словения в Европейския съюз и НАТО и е главен отговорник за успешната кандидатура на страната за членство в двете организации. Като министър-председател, той често работи по въпросите на външната политика. На 16 юни 2001 г. той спомага за уреждането на първата среща на американския президент Джордж Уокър Буш с руския президент Владимир Путин, което се случва в замъка Бърдо край Кран в Горенска. През 2002 г. се кандидатира за президент на Словения и печели изборите след втория етап, побеждавайки дясноцентрийския кандидат Барбара Брезигар.

### Президент на Словения
Президентството на Дърновшек е силно противоречиво. През първите три години от мандата си, публичните му появи са редки, освен в случай на важни служебни задължения. През 2006 г. обаче започва видима промяна на стила му. Той започва няколко кампании за външна политика, като например провалила се хуманитарна мисия в Дарфур и предложение за разрешаване на политическата криза в Косово. На 30 януари 2006 г. той напуска Либерална демокрация на Словения. Скоро след това основава партията Движение за справедливост и развитие и става неин председател. Той твърди, че това не е политическо движение, а по-скоро широка инициатива, която има за цел „да повиши човешкото съзнание и да направи света по-добро място“. На 26 юни 2006 г. той обявява, че няма да се кандидатира за втори мандат в интервю по телевизията.
Парламентарните избори в Словения през 2004 г. носят със себе си още промени и политическо накланяне към десницата. Янез Янша, водачът на коалицията на десницата, сформира новото правителство. В Словения, това е първият път след 1992 г., когато президентът и министър-председателят са в опозиция в продължение на повече от няколко месеца. В периода 2002 – 2004 г. взаимоотношенията между Дърновшек и Янша са повече от добри и през първата година от съжителството им не възникват големи проблеми.
В началото на мандата си, Дърновшек, който е болен от рак на бъбреците, остава извън обсега на обществеността. Когато се появява отново към края на 2005 г., той вече е променил начина си на живот: станал е веган, преместил се е да живее на село и се е оттеглил съвсем от политиката, прекратявайки вече замразената си връзка с Либерална демокрация на Словения. Новият подход към политиката на Дърновшек подканва един политически коментатор да го нарече „словенски Ганди“.
Взаимоотношенията между Дърновшек и правителството бързо се изострят. Разногласията започват с инициативите на Дръншек във външната политика, насочени към решаване на големи чужди конфликти, сред които тези в Дарфур и Косово. Първоначално министър-председателят не се противопоставя открито на тези инициативи, но те са критикувани от външния министър Дмитрий Рупел, който е бивш колега и близък съюзник на Дърновшек до 2004 г.
До голям сблъсък между двамата се стига през лятото на 2006 г., когато възникват разногласия относно опита на Дърновшек да се намеси в Дарфурския конфликт. Несъгласията се преместват от въпросите на вътрешната политика през октомври 2006 г., когато Дърновшек публично разкритикува отношението към циганско семейство, чийто квартал ги е накарал да се преместят, което на свой ред ги подлага на полицейски надзор и ограничение на движението.
Напрежението обаче ескалира, когато парламентарното мнозинство многократно отхвърля кандидатите на президента за управител на Банката на Словения. Търканията продължават и покрай номинирането на други държавни служители, сред които и съдии за конституционния съд. Въпреки че политическата подкрепа за президента пострадва след личностната му трансформация, проучванията сочат обществена подкрепа за него срещу все по-непопулярното правителство.
Напрегнатостта достига връх през май 2007 г., когато новоназначеният директор на Словенската служба за разузнаване и сигурност разсекретява няколко документа отпреди 2004 г., които разкриват, че Дърновшек е използвал средства на тайните служби за лична изгода между 2002 и 2004 г. Президентът реагира с остра критика срещу правителствената политика, обвинявайки управляващата коалиция в злоупотреба с власт и нарича министър-председателя „водач на негативните хора“.
През последните месеци от службата си Дърновшек продължава с нападките си срещу министър-председателя Янез Янша, който като цяло пази тишина относно проблема. Дърновшек обвинява Янша в „насърчаване на прото-тоталитарни течения“. Става блогър, изразявайки мненията си по различни въпроси като външна политика, екология, човешки взаимоотношения, религия, права на животните и личностно израстване. В последните си дни на служба той отново започва да води изолиран живот, отдавайки се на популяризиране на Движението за справедливост и развитие и своите виждания и начин на живот.

## Личен живот
Дърновшек владее 6 езика: словенски, сърбохърватски, английски, испански, френски и немски. Той е разведен, с един син, който работи като преводач и журналист. Сестра му е Хелена Дърновшек Зорко, която работи като словенски посланик в Япония от септември 2010 г.
През 1999 г. Дърновшек е диагностициран с рак на бъбреците, поради което се налага единият му бъбрек да бъде отстранен. През 2001 г. му откриват метастазни ракови образувания в белите дробове и черния дроб. Той продължава да твърди, че природата е най-добрият лек и прекарва повечето си дни в дома си в село Заплана. Той умира там на 23 февруари 2008 г. на 57-годишна възраст. Кремиран е и е погребан с почести в родния си край редом до родителите си.